# Швець Варвара Іллівна
Варвара Іллівна Швець (1892 , Кіндійка, Херсонська губернія  — 1975 , Кіндійка, Херсонська область ) — українська радянська передовик сільського господарства, ланкова колгоспу, Герой Соціалістичної Праці (1951).

## Біографія
Народилася 1892 року в селі Кіндійські хутори Херсонського повіту Херсонської губернії, в родині українського селянина. Навчалася у початковій школі.
Трудову діяльність у рідному селі розпочала ще з дитинства. У 1934 році очолила ударну польову ланку колгоспу імені Хрущова в селі Кіндійка Херсонського району. За високі показники у праці з вирощування бавовни 1951 року нагороджена Орденом Леніна та Золотою медаллю «Серп і молот» Героя Соціалістичної праці.
Померла в 1975 році, похована на місцевому селищному цвинтарі.

## Нагороди
- Медаль «Серп і Молот» — Герой Соціалістичної Праці за високі показники праці з вирощування бавовни[1] .
- орден Леніна[2][3]

## План схема
https://photos.google.com/photo/AF1QipNT2xHRcrBQpWJ-vpg9hTyuSLZvWz4rxdjpQjnU